# جانی اوبرایانت سوم
جانی اوبرایانت سوم (انگلیسی: Johnny O'Bryant III؛ زادهٔ ۱ ژوئن ۱۹۹۳) بازیکن بسکتبال اهل ایالات متحده آمریکا است.
از باشگاه‌هایی که در آن بازی کرده‌است می‌توان به میلواکی باکس اشاره کرد.